# Angel Parker
Angel Parker (Los Angeles, 17 de outubro de 1980) é uma atriz norte-americana. Ela é mais conhecida por seu papel recorrente como Tasha Davenport na sitcom da Disney XD, Lab Rats.

## Carreira
Angel Parker teve participação nas séries de televisão Angel, Criminal Minds, ER, Eli Stone, The Closer, Castle, Days of Our Lives, The Soul Man e teve um papel recorrente como a advogada Shawn Chapman na série da FX, American Crime Story. Ela também fez trabalho de voz para vários jogos eletrônicos. Em 2017, Parker se juntou ao elenco da série original do Hulu, Marvel's Runaways, como Catherine Wilder.

## Vida pessoal
Parker é casada com o ator Eric Nenninger, eles têm dois filhos juntos, James e Naomi Nenninger.

## Filmografia
| Ano  | Título           | Papel       | Notas |
| ---- | ---------------- | ----------- | ----- |
| 2012 | Free Samples     | Mãe de Joel |       |
| 2017 | The Female Brain | Jennifer    |       |

| Ano       | Título                     | Papel                 | Notas                                        |
| --------- | -------------------------- | --------------------- | -------------------------------------------- |
| 2000      | Angel                      | Veronica              | Episódio: "First Impressions"                |
| 2008      | Criminal Minds             | Caixa                 | Episódio: "The Crossing"                     |
| 2008      | The Young and the Restless | Cliente               | Não-creditada Episode #1.9049                |
| 2008–09   | ER                         | Gibbs                 | 2 episódios                                  |
| 2009      | Eli Stone                  | Esposa de Newlywed    | Episódio: "Tailspin"                         |
| 2009      | The Closer                 | Membro da Multidão #4 | Episódio: "Half Load"                        |
| 2009      | Brainstorm                 | Theresa               | Episódio: "Smells Like a Good Idea"          |
| 2010      | Castle                     | Recepcionista         | Episódio: "The Mistress Always Spanks Twice" |
| 2010      | Hannah Montana             | Sharon                | Episódio: "California Screamin'"             |
| 2012      | Days of Our Lives          | Carol                 | Episódio: #1.11761                           |
| 2012      | The Soul Man               | Brenna                | 3 episódios                                  |
| 2012–16   | Lab Rats/Bionic Island     | Tasha Davenport       | Papel recorrente                             |
| 2014      | Sean Saves the World       | Tabitha               | Episódio: "Sean Saves the World"             |
| 2014      | Gang Related               | Victoria Miller       | Não-creditada Episódio: "Sangre Por Sangre"  |
| 2015      | One & Done                 | Sarah                 | Episódio: "Juan"                             |
| 2016      | American Crime Story       | Shawn Chapman         | Papel recorrente                             |
| 2016      | Lab Rats: Elite Force      | Tasha Davenport       | Episódio: "They Grow Up So Fast"             |
| 2017      | Trial & Error              | Heidi Baker           | Papel recorrente                             |
| 2017      | Rebel                      | Stella Parker         | Papel recorrente                             |
| 2017      | The Strain                 | Alex Green            | Papel recorrente 6 episódios                 |
| 2017-2019 | Marvel's Runaways          | Catherine Wilder      | Elenco principal                             |
| 2018      | 9-1-1: Lone Star           | Josie                 | Episódio: "Studs"                            |

| Ano  | Título                                         | Papel de Voz                  |
| ---- | ---------------------------------------------- | ----------------------------- |
| 2004 | Shellshock: Nam '67                            | Enfermeiras #2                |
| 2005 | EverQuest II: Desert of Flames                 | Desconhecido                  |
| 2008 | Condemned 2: Bloodshot                         | Agente Rosa Angel             |
| 2008 | White Knight Chronicles: International Edition | Desconhecido                  |
| 2009 | Where the Wild Things Are                      | K.W.                          |
| 2011 | Saints Row: The Third                          | Vozes de pedestres            |
| 2011 | Star Wars: The Old Republic                    | Vozes adicionais              |
| 2013 | Saints Row IV                                  | As vozes do Steelport Virtual |
| 2013 | Grand Theft Auto V                             | Vários                        |